# Josef Blaumeiser
Josef Blaumeiser (* 25. Februar 1924 in Ludwigshafen am Rhein; † 9. Juli 1988 in München) war ein deutscher Grafiker, Designer, Illustrator und Karikaturist.

## Leben
Nachdem er aus der Kriegsgefangenschaft nach Deutschland zurückgekehrt war, lebte er ab 1951 in München, wo er nach einer Ausbildung zum Grafiker und Designer ab 1955 ein eigenes Atelier für Werbegrafik und Illustration aufbaute.
Neben Buchillustrationen veröffentlichte er auch eigene Cartoons und Karikaturen. 1977 erschien in seinem Buch Zeitgenossen eine Auswahl seiner satirischen Portrait-Karikaturen.
Als Karikaturist belieferte er unter anderem die Süddeutsche Zeitung und die Abendzeitung.

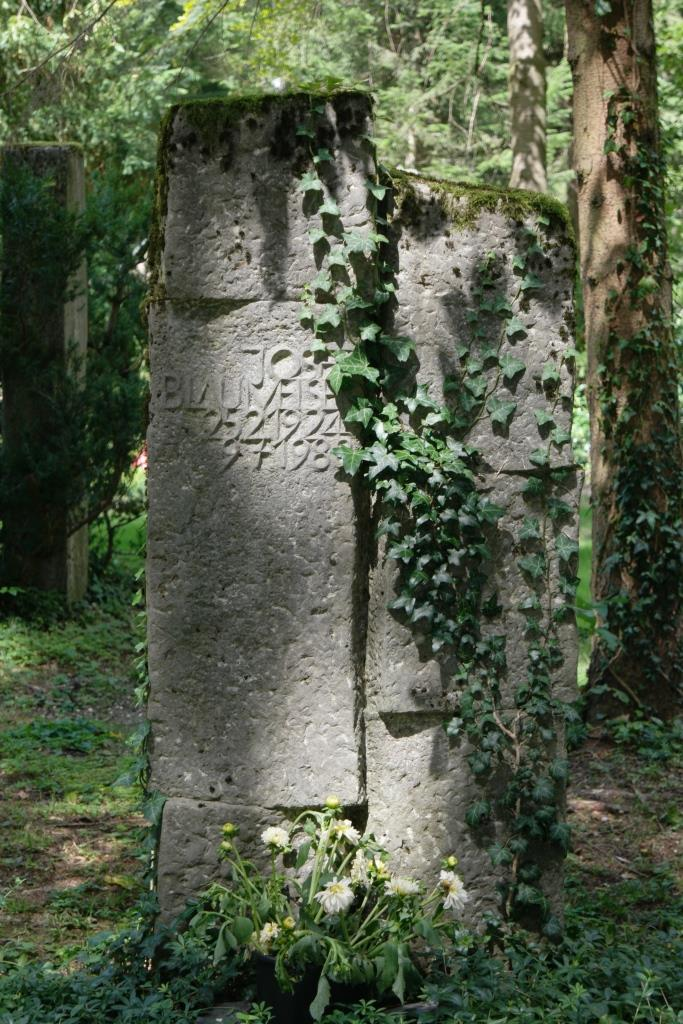
Grab von Josef Blaumeiser auf dem Waldfriedhof München-Solln

Er illustrierte das 1985 erschienene Kartenspiel Kuhhandel, welches sich auf der Auswahlliste zum Spiel des Jahres 1985 befand.
Blaumeiser ist auf dem Waldfriedhof Solln bestattet. Eine Reihe seiner Zeichnungen sind noch heute im Blaumeiser-Stüberl in der Gaststätte Iberl in Solln zu sehen, wo er bis zu seinem Tod einen Stammtisch hatte.

## Ausstellungen
- 1977: Cartoon-Caricature-Contor (München, Gemeinschaftsausstellung)
- 2003: Olaf-Gulbransson-Museum Tegernsee
- 2008: Der Zeichner Josef Blaumeiser. Orplid-Galerie München-Solln

## Werke
- zus. mit Anneliese Fleyenschmidt: Sa-tierisches und "Fabel"-haftes. München: Herbig 1976, ISBN 3-7766-0759-9
- Zeitgenossen. München, Berlin: Herbig 1977, ISBN 3-7766-0854-4
- Federführend. München: Heyne 1981, ISBN 3-453-35612-8
- Blaumeisers sadistisches Jahrbuch: Statistiken, die weh tun. München: Goldmann 1982, ISBN 3-442-06956-4